# Buick Velite 6
Buick Velite 6 (微蓝) ― компактний універсал, або «багатофункціональний автомобіль» (MAV), який продається виключно в Китаї, побудований китайсько-американським виробником SAIC-GM під маркою Buick. 
Він доступний як електромобіль або гібридний автомобіль з можливістю підключення до електромережі (PHEV).

## Історія

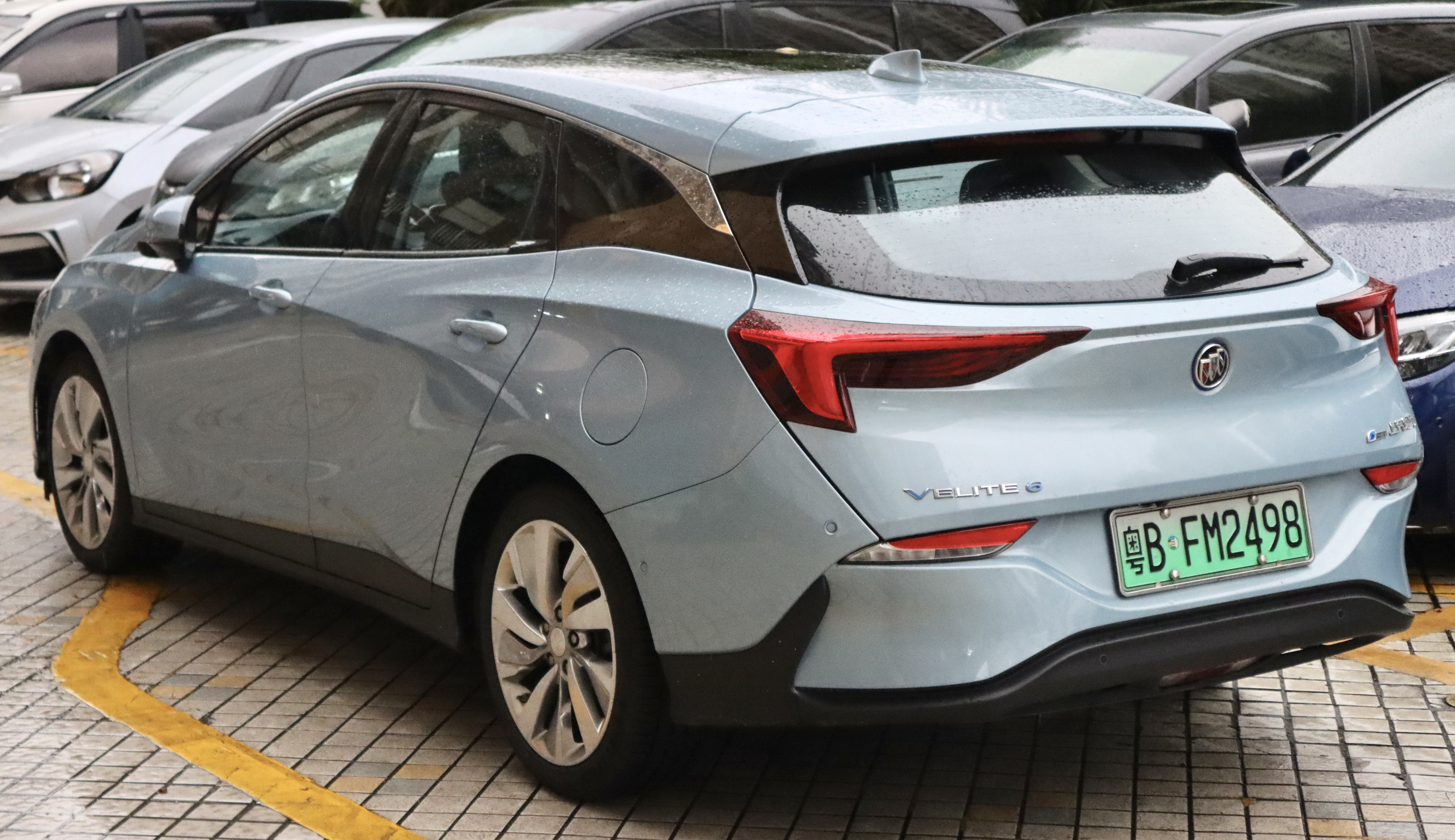

Velite 6 був попередньо представлений концепт-каром Velite у 2016 році (не плутати з однойменним концептом 2004 року). У квітні 2018 року було представлено дві серійні моделі: електричну та гібридну. Серійний Buick Velite 6 дебютував на автосалоні в Шанхаї у квітні 2019 року. Спочатку він був доступний лише як повністю електричний автомобіль з двома варіантами батарей. У липні 2020 року було запущено серійну плагін-гібридну версію.
Velite 6 доступний у трьох комплектаціях: Початковий, Середній та Розкішний. Він також має три режими водіння (стандартний, спортивний та економічний) та три рівні рекуперації енергії.

## Velite 6 Plus
Buick Velite 6 Plus був представлений у жовтні 2019 року. Velite 6 Plus має більшу батарею ємністю 52,5 кВт-год і запас ходу до 410 км (250 миль) на NEDC. Він генерує до 110 кВт (148 к.с.) і крутний момент 350 Н⋅м.

## Velite 6 EV (2022)
У листопаді 2021 року Buick представив оновлену версію оригінальної моделі та моделі Plus, яка отримала назву Velite 6 EV, щоб відрізнити її від гібридного електромобіля (PHEV). Батарея знову була вдосконалена, її ємність становить 61,1 кВт-год, а запас ходу - до 518 км на NEDC. Оновлений двигун генерує до 130 кВт (174 к.с.). Інші зміни включають оновлення інформаційно-розважальної системи Buick eConnect з 10-дюймовим екраном, новий дизайн колісних дисків та оновлений дизайн переднього бампера/решітки радіатора.

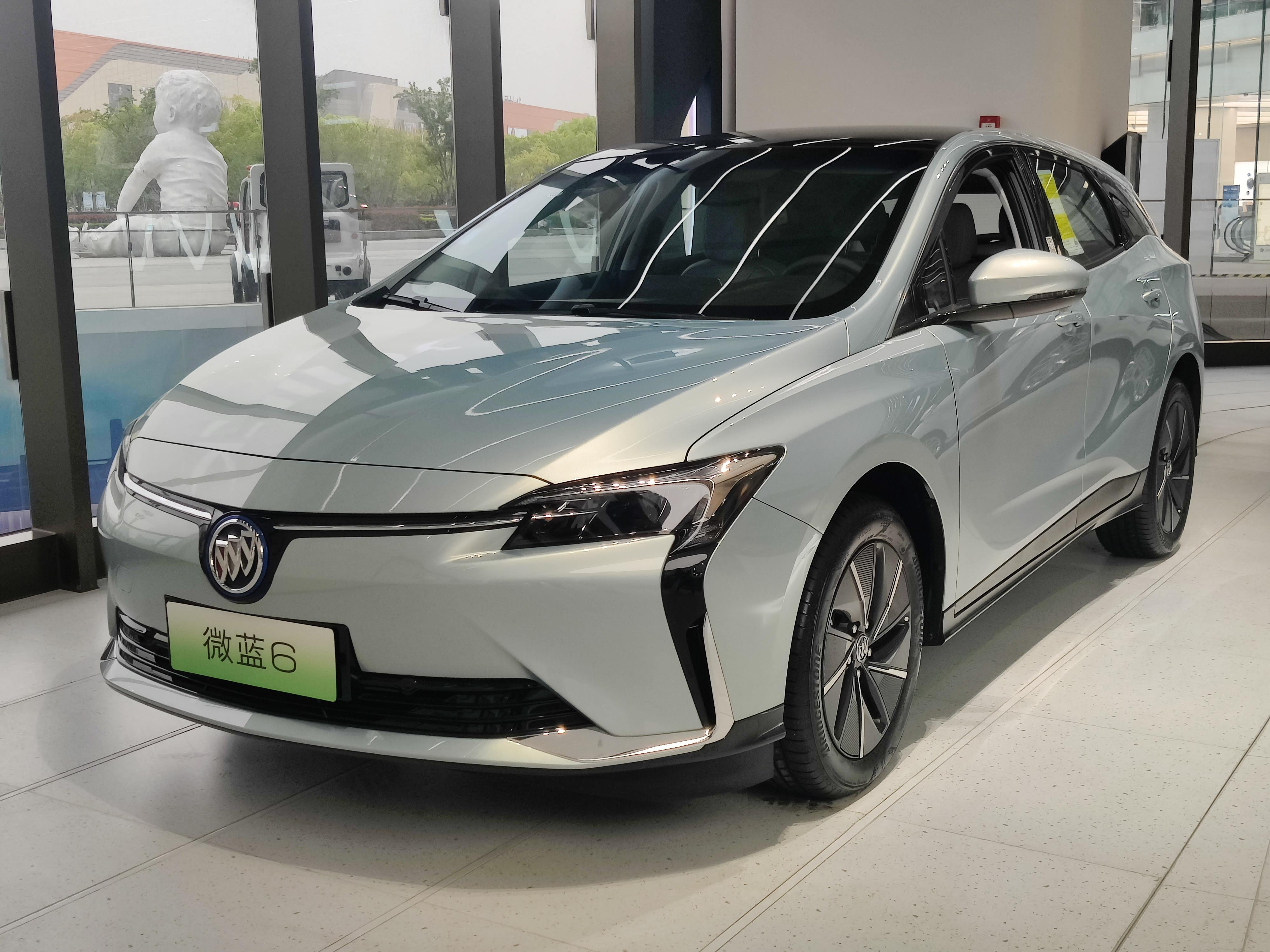
Buick Velite 6 EV
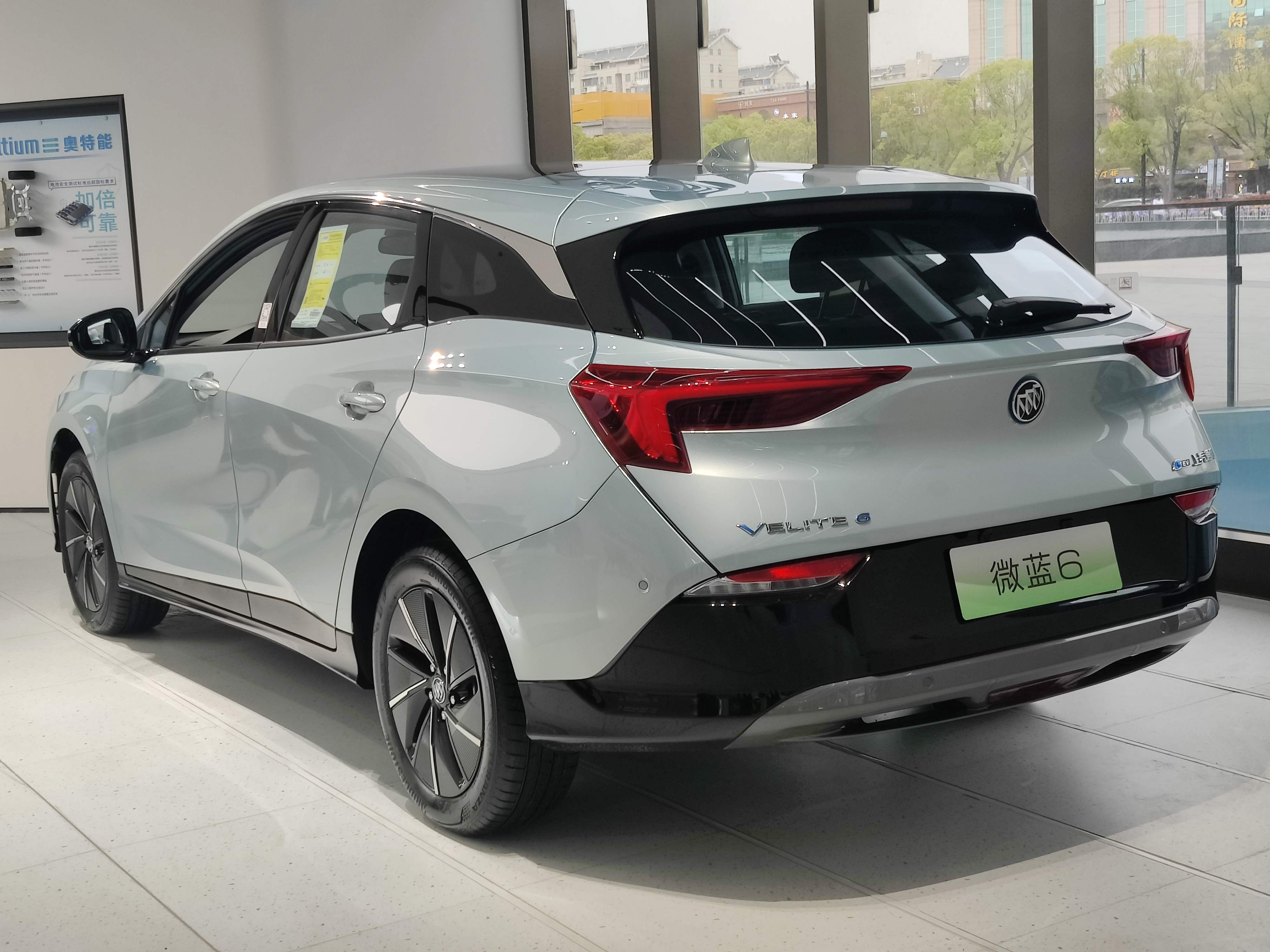

## Плагін-гібрид
Buick Velite 6 PHEV поєднує 1,5-літровий 72-кіловатний (98 к.с.) двигун внутрішнього згоряння з 80-кіловатним (107 к.с.) електродвигуном, що приводиться в дію варіатором з електронним управлінням (e-CVT). Разом вони виробляють 135 кВт (181 к.с.) та 380 Н⋅м крутного моменту. З батареєю ємністю 9,5 кВт-год запас ходу PHEV становить 60 км, а загальний запас ходу - 780 км. Velite 6 PHEV має режим «блокування», який утримує автомобіль на гібридному живленні для максимального запасу ходу.